# Železniční trať Landquart – Davos Platz
Železniční trať Landquart – Davos Platz  je železniční trať v kantonu Graubünden ve východní části Švýcarska. Trať měří 50 kilometrů a spojuje město Landquart v údolí Rýna s horským střediskem Davos. Jde o první a nejstarší trať dnešní sítě Rhétské dráhy (RhB). Stejně, jako ostatní tratě RhB, je trať postavena na rozchodu 1 000 mm a elektrifikována střídavou soustavou 11 kV 16,7 Hz. V celostátním jízdním řádu trati náleží číslo 910, resp. 941 (linka S-Bahn Rhäzüns–Schiers).

## Historie

Historická pohlednice s parním vlakem nedaleko Malans (1905)

Projekt trati z údolí Rýna do Davosu navrhl a prosadil původem nizozemský podnikatel z Davosu Willem Jan Holsboer. Akciová společnost pro stavbu trati Landquart–Davos (Schmalspurbahn Landquart–Davos AG, zkratka LD) byla založena dne 7. února 1888 a již 29. června téhož roku byl položen základní kámen nové trati. Při plánování se původně uvažovalo s ozubnicovým provozem, případně s několika úvratěmi, nakonec se však (po úspěchu Gotthardské dráhy, otevřené roku 1882) společnost rozhodla realizovat trať čistě adhezní, se sklony až 45 ‰ a jedinou úvratí ve stanici Klosters. Na rozdíl od dráhy přes Gotthard ale byl z finančních i technických důvodů namísto normálního rozchodu použit rozchod metrový (1000 mm). Úsek Landquart–Klosters byl zprovozněn již 9. října 1889, pokračování až do stanice Davos Platz, která se stala (byť jen dočasně) stanicí konečnou, bylo dokončeno k 21. červenci 1890.
V roce 1895 se společnost LD přejmenovala na Rhétskou dráhu (Rhätische Bahn AG), jelikož byla plánována stavba dalších tratí na území kantonu Graubünden, postupně napojovaných na první trať – jako první byla vystavěna trať Landquart–Thusis, vedoucí i přes kantonální hlavní město Chur. Tato trať byla otevřena v srpnu 1896. O rok později proběhlo referendum, ve kterém se obyvatelé kantonu vyslovili pro zestátnění dráhy – právní status společnosti byl změněn na akciovou společnost ve vlastnictví kantonu. Několik procent akcií si však ponechali soukromí vlastníci.
V souvislosti s otevřením trati Albula (1904) byla následně zahájena stavba spojovací trati Davos–Filisur, která umožnila přímé spojení Davosu se sídly v Engadinu prostřednictvím nové uzlové stanice Filisur. Tato trať byla zprovozněna roku 1909.
Roku 1930 byl pro zlepšení plynulosti provozu přistavěn tzv. Klosters-Kehrtunnel. Původně trať v Klostersu pokračovala dále směrem do Davosu úvratí (spojenou s přepřažením lokomotivy na druhý konec soupravy); nový tunel o délce 402 metrů umožnil přímou jízdu vlaku z Landquartu do Davosu. Při stavbě tunelu byla mírně posunuta i stanice Klosters Platz. Bývalý železniční most z roku 1889 však stále existuje a v současnosti slouží pěším a lyžařům.

### Elektrifikace
Vzhledem k rychle rostoucímu objemu přepraveného nákladu i cestujících, zejména turistů (po roce 1900 se Davos stal významným lyžařským střediskem), a také nedostatku uhlí kvůli první světové válce, byl roku 1916 zahájen rozsáhlý elektrifikační program Rhétské dráhy, který zahrnoval i tuto trať. K elektrifikaci byla zvolena střídavá soustava 11 kV 16,7 Hz. Elektrifikace probíhala směrem od Filisuru na albulské dráze, proto první elektrické vlaky přijely do Davosu na podzim 1919 po této trati. První navazující úsek mezi stanicemi Davos Dorf a Davos Platz byl zprovozněn v prosinci 1919. Následoval úsek Klosters Platz – Davos Dorf (1. prosince 1920), a konečně k 7. listopadu 1921 i úsek Landquart – Klosters Platz.

### Zabezpečovací zařízení
Roku 1954 bylo na trati zavedeno reléové poloautomatické zabezpečovací zařízení, tzv. Rollbock, které značně zvýšilo bezpečnost provozu. V roce 2013 byla odsouhlasena jeho plošná náhrada novým zabezpečovačem ZSI 127 výrobce Siemens; úsek Malans – Klosters Platz byl k jeho implementaci vybrán jako pilotní a provoz pod ním zde byl zahájen v prosinci 2016.

### Zdvojkolejnění
Dále rostoucí provoz, především osobních vlaků (spojený se zavedením taktového jízdního řádu), si vyžádal úpravy na straně infrastruktury, včetně výstavby krátkých dvojkolejných úseků pro plynulé křižování protijedoucích vlaků. Jako první byl v prosinci 2004 zprovozněn úsek mezi stanicí Schiers a odbočkou Mundaditsch, následovaný v listopadu 2008 úsekem Schiers–odbočka Schlangenboden. Od roku 2020 je zdvojkolejněn také úsek Landquart–Malans a v současnosti (2021) probíhají práce na jeho dalším prodloužení směrem k zastávce Seewis-Pardisla.

## Popis trati

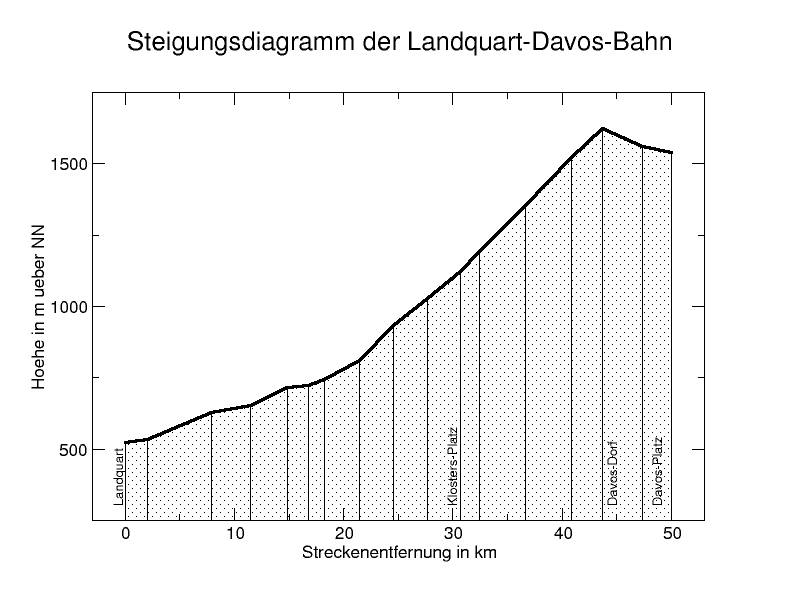
Výškový profil trati s výrazným stoupáním zejména v úseku Küblis – Davos

Trať začíná ve stanici Landquart, kde dnes sídlí také ústřední dílny a depo Rhétské dráhy. Navazuje zde na normálněrozchodnou trať z Churu do Rorschachu. Ze stanice vede nejprve k severu, po mostě překoná řeku Landquart, a poté se ihned prudce stáčí na východ, k obci Malans se stejnojmennou stanicí. Bezprostředně za stanicí Malans již začíná mírné stoupání soutěskou řeky Landquart směrem ke stanici Grüsch a dále na Schiers. Za Schiers trať opět překonává řeku a stoupá podél ní přes stanice Furna a Jenaz. Před Küblis překonává řeku potřetí a za tamní stanicí začíná prudké stoupání až 44 ‰ po úbočí pohoří Silvretta až do Klosters. Zde trať původně pokračovala dále směrem do Davosu úvratí, po první rekonstrukci trati v roce 1930 a druhé, spojené s výstavbou nového tunelu Vereina, byla postavena nová smyčka pro bezúvraťovou jízdu z Landquartu do Davosu. Tato úprava byla dokončena v roce 1999.
Úsek Klosters Platz – Davos Wolfgang je sklonově jedním z nejnáročnějších v celé síti Rhétské dráhy vůbec. Vede mnoha oblouky a stoupáním o sklonu až 45 ‰ a na 11 kilometrech délky překonává převýšení 330 metrů. Na úseku se nachází dvě výhybny (Cavadürli a Davos Laret), obě umístěné také ve značných sklonech. Z vrcholové stanice Davos Wolfgang pak již trať okolo jezera Davosersee zvolna klesá do centra Davosu, kde se nachází dvě stanice – Davos Dorf a konečná stanice Davos Platz.

## Provoz na trati

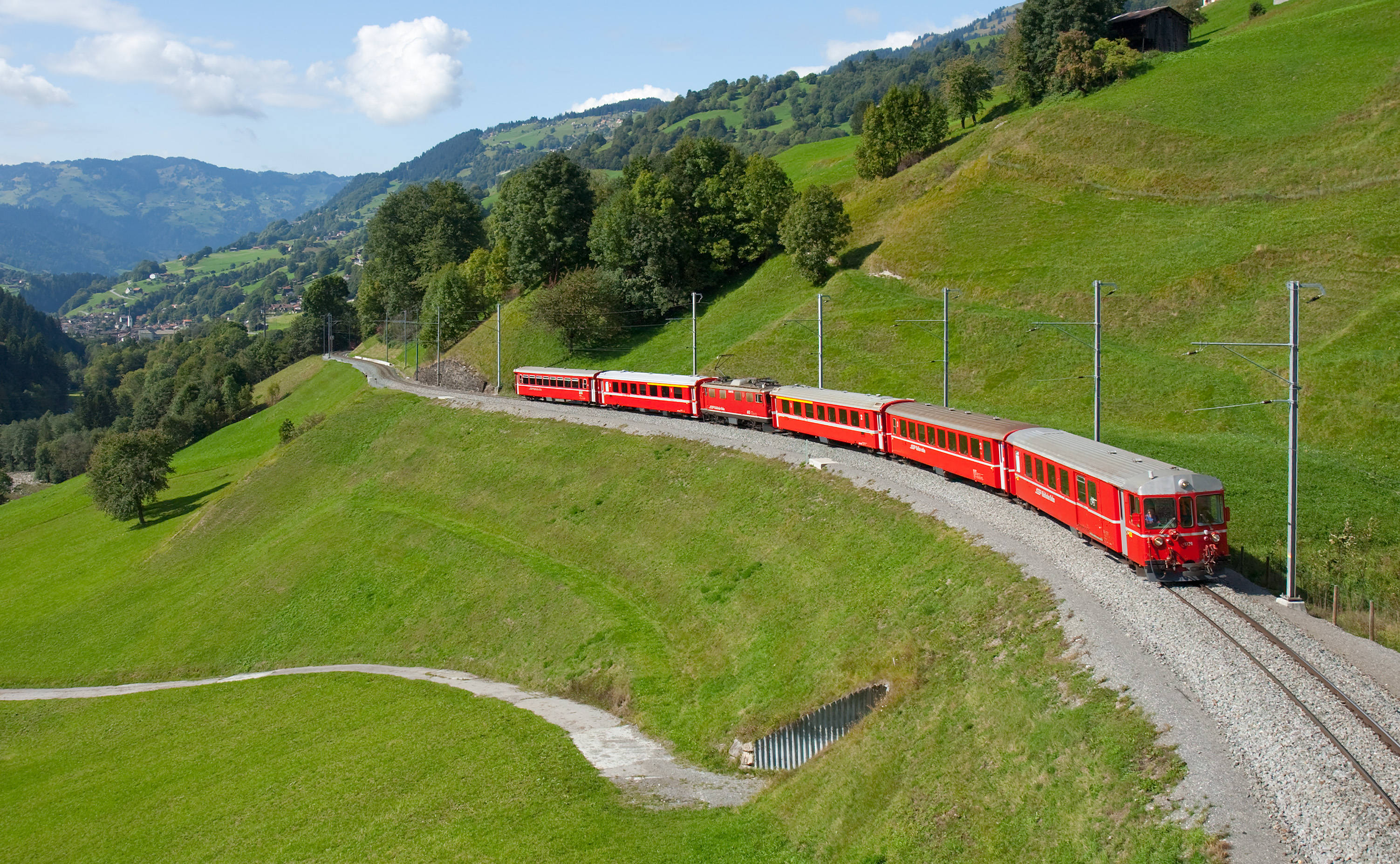
Osobní vlak u stanice Saas

Objemem přepravených cestujících jde o jednu z nejvytíženějších tratí RhB – zejména úsek Landquart–Schiers je využíván i pro předměstskou dopravu do kantonálního hlavního města Churu a denní dojíždění mnoha místních obyvatel. Na trati je zaveden pravidelný takt 30–60 minut mezi Landquartem a Davosem, doplněný 60minutovým taktem spojů jedoucích z Landquartu přes Klosters dále tunelem Vereina do Engadinu. Tyto vlaky jsou převážně vedeny soupravami taženými staršími elektrickými lokomotivami řad Ge 4/4II a Ge 4/4III, od roku 2019 také novými elektrickými jednotkami řady ABe 4/16, tzv. Capricorn (Kozoroh). Další posilové spoje linky S1 S-Bahn Chur jsou vedeny v trase Rhäzüns–Schiers a obsluhují je převážně jednotky řady ABe 8/12 (Allegra). 
Kromě mnoha osobních vlaků slouží trať i pro nákladní dopravu, zastoupenou několika páry vlaků denně. Nepravidelně jsou zaváděny také historické vlaky, tažené muzejními lokomotivami ze sbírek Rhétské dráhy (např. řada Ge 6/6I, tzv. „krokodýl“.